# Johann Pfeiffer (Münzgraveur)
Johann Pfeiffer (* 15. Dezember 1832 in Wien; † 8. Februar 1882 ebenda) war ein österreichischer Graveur und Medailleur, der als k.k. Münzgraveur in seiner Heimatstadt wirkte.

## Leben
Johann Pfeiffer wurde am 15. Dezember 1832 in Wien geboren und studierte an der Akademie der bildenden Künste Wien. Auf Empfehlung des Bildhauers, Medailleurs und Graveurs Joseph Daniel Böhm kam er im Jahre 1852 in die Graveurabteilung des Wiener Hauptmünzamtes. Wegen seiner gediegenen Leistungen wurde er im Jahre 1870 zum 1. Münzgraveur des Hauptmünzamtes ernannt. Zu seinen Werken zählen diverse Prägestempel und zahlreiche österreichische Münzen, jedoch auch verschiedenes lombardo-venetianisches Gepräge, sowie verschiedene Gedenkmünzen und -medaillen. Am 8. Februar 1882 starb Pfeiffer 49-jährig in seiner Heimatstadt Wien.